# Гроб в четыре пенни

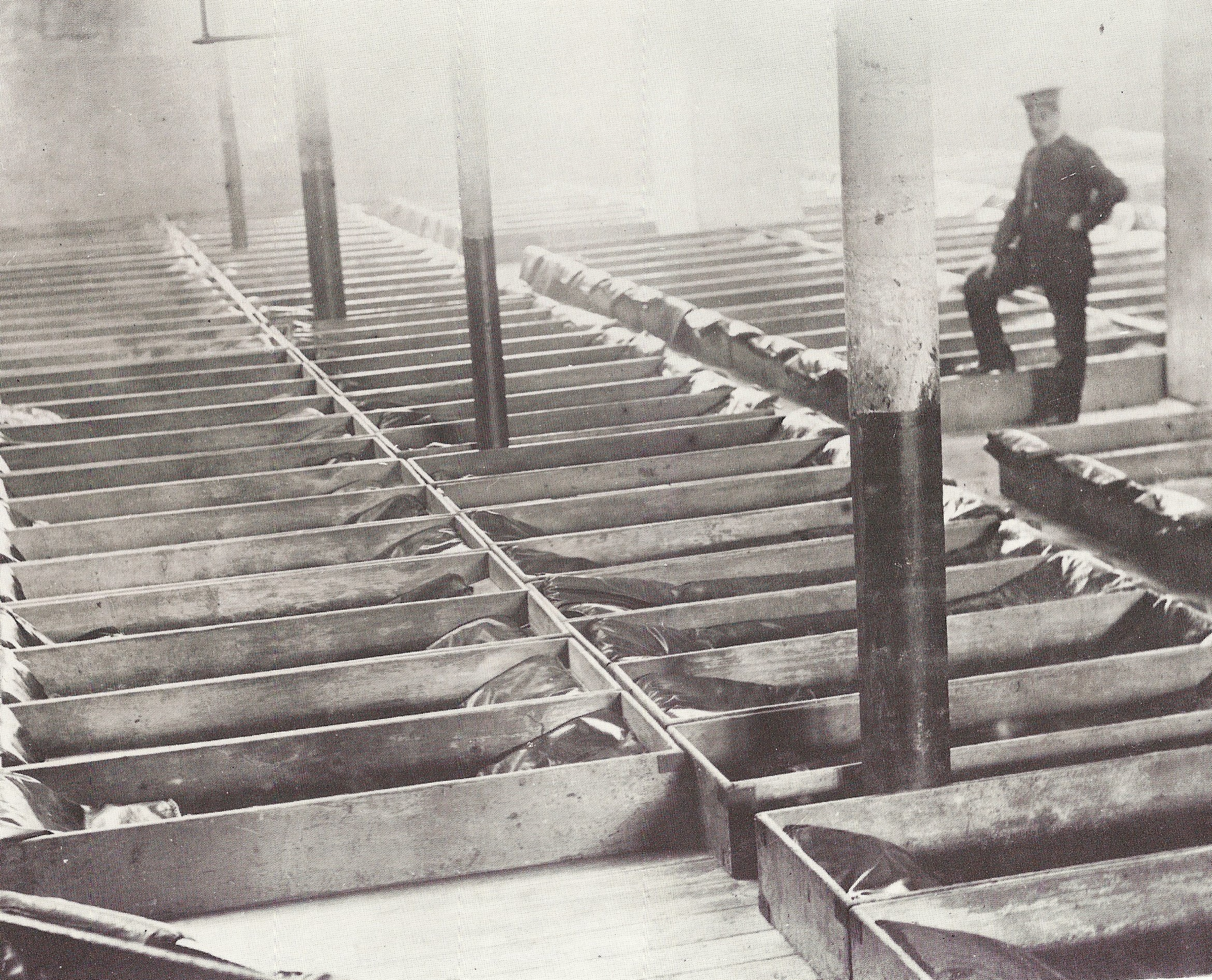
Спальные места за четыре пенни в Лондоне на Burne Street, около 1900 г.

«Гроб в четыре пенни» (англ. Four penny coffin) — термин времён Викторианской эпохи, описывающий одни из первых приютов для бездомных (ночлежки), которые были созданы для жителей центрального Лондона. В конце XIX − начале XX веков такие приюты использовалась Армией спасения для помощи нуждающимся гражданам Англии.

## История

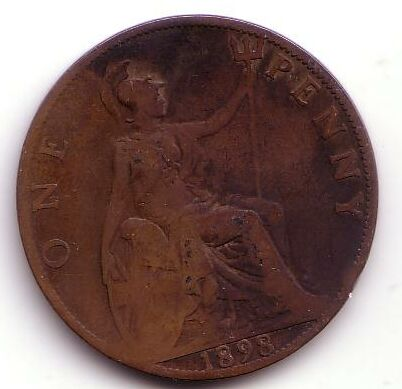
1 пенни 1898 года

Армия спасения управляла и другими приютами для бездомных, но эти имели свои особенности: здесь с клиентов взимали разные суммы в зависимости от предлагаемых удобств. За один пенни клиентам приюта разрешалось сидеть на скамейке в достаточно тёплой комнате всю ночь. Ещё за один пенни им позволяли лежать и спать на этой скамейке, причём перед скамейкой была натянута верёвка, на которую клиенту было позволено опираться, когда он спал сидя. И только за четыре пенни ему позволяли лечь на спину и спать в специальном деревянном ящике, наподобие гроба.
В таком ночлежном доме клиент получал еду и кров. В случае использования «спального места» в деревянной коробке ему давали брезент для покрытия. Это была самая дешёвая возможность для приюта в Лондоне в то время. Армия спасения предлагала также и другие убежища для бездомных, где клиентам позволяли спать на кровати по гораздо более высокой цене. Вариант «Гроба за четыре пенни» предлагал экономичное и доступное решение для бездомных, ищущих облегчения от холода. «Гробы» были дёшевы и позволяли облегчить жизнь бездомным холодными лондонскими зимами; также в то время многие считали, что такое решение привлекает новых последователей христианской веры.
Мужчины и женщины пользовались разными приютами.